# Filament Linx–Ossa Major
El Linx–Ossa Major és un filament de galàxia. Està connectat a i separat del supercúmul Linx–Ossa Major.